# Wikiloc
Wikiloc ist ein soziales Netzwerk zum Aufzeichnen und Veröffentlichen von Outdooraktivitäten.

## Funktionen
Kernfunktion der Plattform ist das Aufzeichnen, Hochladen und Teilen von Wander-, Radfahr- und anderen Routen („Trails“). Die Aufzeichnung kann direkt mit der Wikiloc Mobile App erfolgen.
Das Hochladen ist möglich aus der App oder aus Dateien, die mit anderen Geräten erstellt oder manuell gezeichnet wurden. Schnittstellen für Produkte von Garmin und Suunto sind verfügbar.
Beim Hochladen der Daten kann gewählt werden, ob die Route öffentlich geteilt werden oder nicht-öffentlich sein soll. Außerdem können Fotos an eine Route angehängt werden.
Öffentlich geteilte Routen können von jedermann eingesehen werden. Die Routen können nach Region, Aktivitätsart, Streckenlänge, technischer Schwierigkeit und weiteren Eigenschaften gefiltert werden.

## Nutzung
Bis März 2024 hatten 14,1 Mio. Nutzerinnen und Nutzer 50,9 Mio. Routen mit mehr als 92 Mio. Fotos öffentlich geteilt. Die Basis-Nutzung ist kostenlos möglich, einige Funktionen (z. B. Navigation, Bereichssuche, Live-Tracking) sind aber nur in der zahlungspflichtigen Premium-Version verfügbar.
Die auf der Plattform vorhandenen Daten werden sowohl für die Planung eigener Touren der Nutzerinnen und Nutzer als auch für wissenschaftliche Zwecke verwendet.

## Unternehmen
Die Plattform wurde 2006 von Jordi Ramot gegründet und wird von der Wikiloc Outdoor S.L. mit Sitz in Girona (Spanien) betrieben. Das Unternehmen bietet neben der bezahlten Premium-Version auch Services für Organisationen an („Wikiloc ORG“). Dazu gehören etwa „Außenwerbung“ oder das gezielte Leiten von Nutzern auf die Routen der Organisation.